# Tottenham Hotspur Stadium
Il Tottenham Hotspur Stadium, chiamato anche New White Hart Lane, è un impianto calcistico di Londra, situato nel quartiere di Tottenham. Da aprile 2019 ospita le gare casalinghe del Tottenham Hotspur Football Club, che ne è anche il proprietario. Con una capacità di 62.303 spettatori, è il secondo stadio più capiente della Premier League (dopo Old Trafford) ed il terzo stadio più grande della capitale britannica (dopo Wembley e Twickenham).

## Storia

### Progettazione e realizzazione

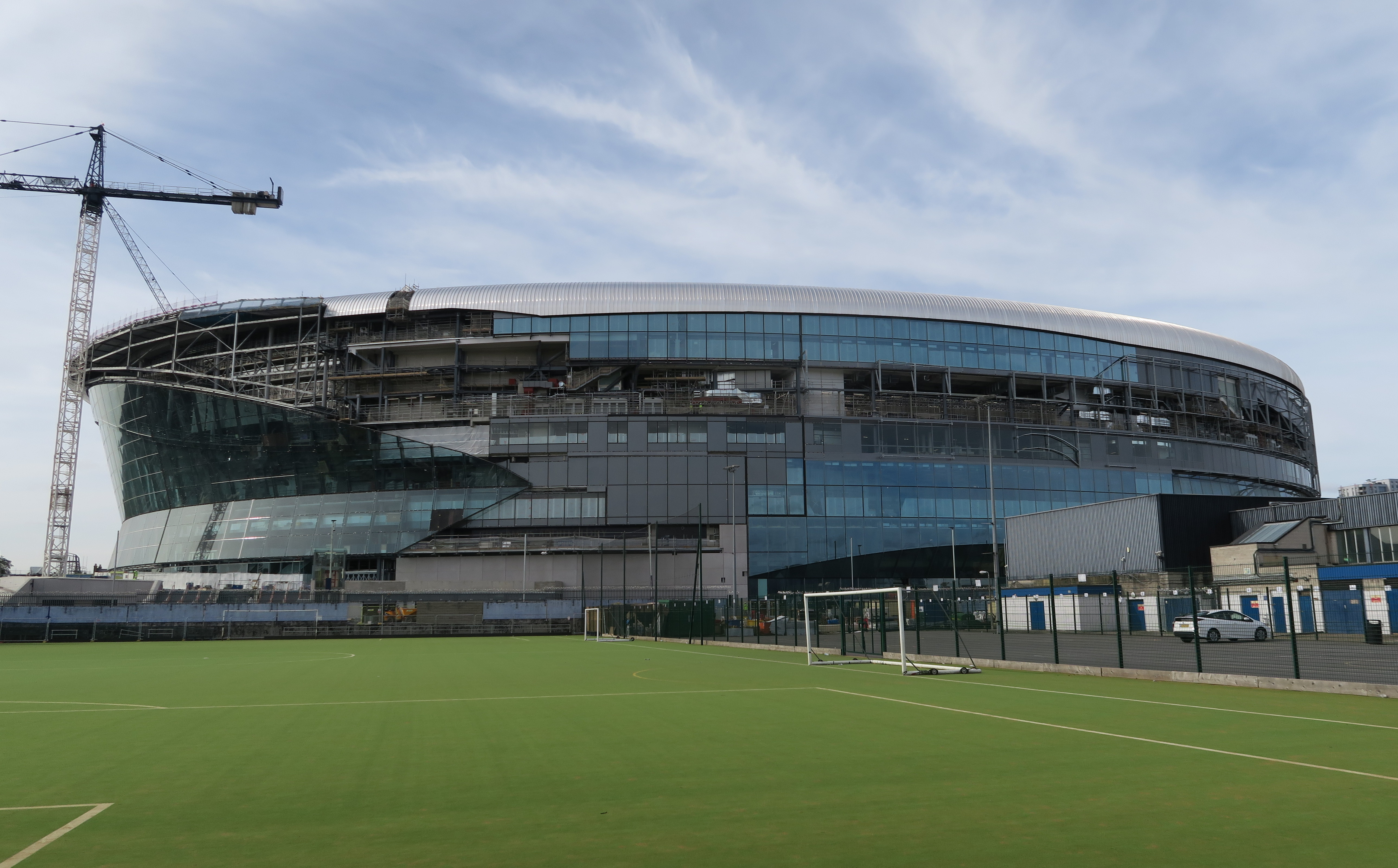
Lo stadio in costruzione nell'ottobre 2018

La costruzione dello stadio fu iniziata come fulcro del Northumberland Development Project, un progetto di rigenerazione della durata di 20 anni pianificato per riqualificare il quartiere di Tottenham. Il progetto, realizzato dallo studio Populous e che riguarda il sito del terreno ora demolito di White Hart Lane e le aree adiacenti, è stato concepito per la prima volta nel 2007 e annunciato nel 2008.
Nel corso degli anni successivi, il piano è stato rivisto più volte e la costruzione dello stadio, caratterizzata da dispute e ritardi, non è iniziata prima del 2015.
Originariamente il Tottenham Hotspur Stadium avrebbe dovuto essere inaugurato dalla prima squadra del Tottenham nel settembre 2018, in occasione della seconda gara casalinga di campionato contro il Liverpool, ma a causa di ritardi nella costruzione e problemi di natura elettrica l'apertura è stata posticipata alla primavera 2019.

### Inaugurazione
Il 24 marzo 2019 l'impianto ha ospitato la sua prima partita in assoluto, un incontro tra il Tottenham Under-18 ed i pari età del Southampton. L'incontro è terminato 3-1 per i giovani del Tottenham e J'Neil Bennett ha segnato il primo gol nel nuovo impianto. Sei giorni dopo si è disputata nello stadio una partita di beneficenza tra le vecchie glorie del Tottenham e dell'Inter di fronte ad oltre 40.000 persone.
Il 3 aprile 2019 l'impianto è stato inaugurato ufficialmente in occasione della partita di Premier League tra il Tottenham ed il Crystal Palace, terminata 2-0 in favore della squadra di casa. Il giocatore coreano Son Heung-Min ha segnato il primo gol professionistico nella storia del nuovo stadio.
| Arbitro: | Marriner |

|                     |           |  |
| Son 55’ Eriksen 80’ | Marcatori |  |

## Caratteristiche

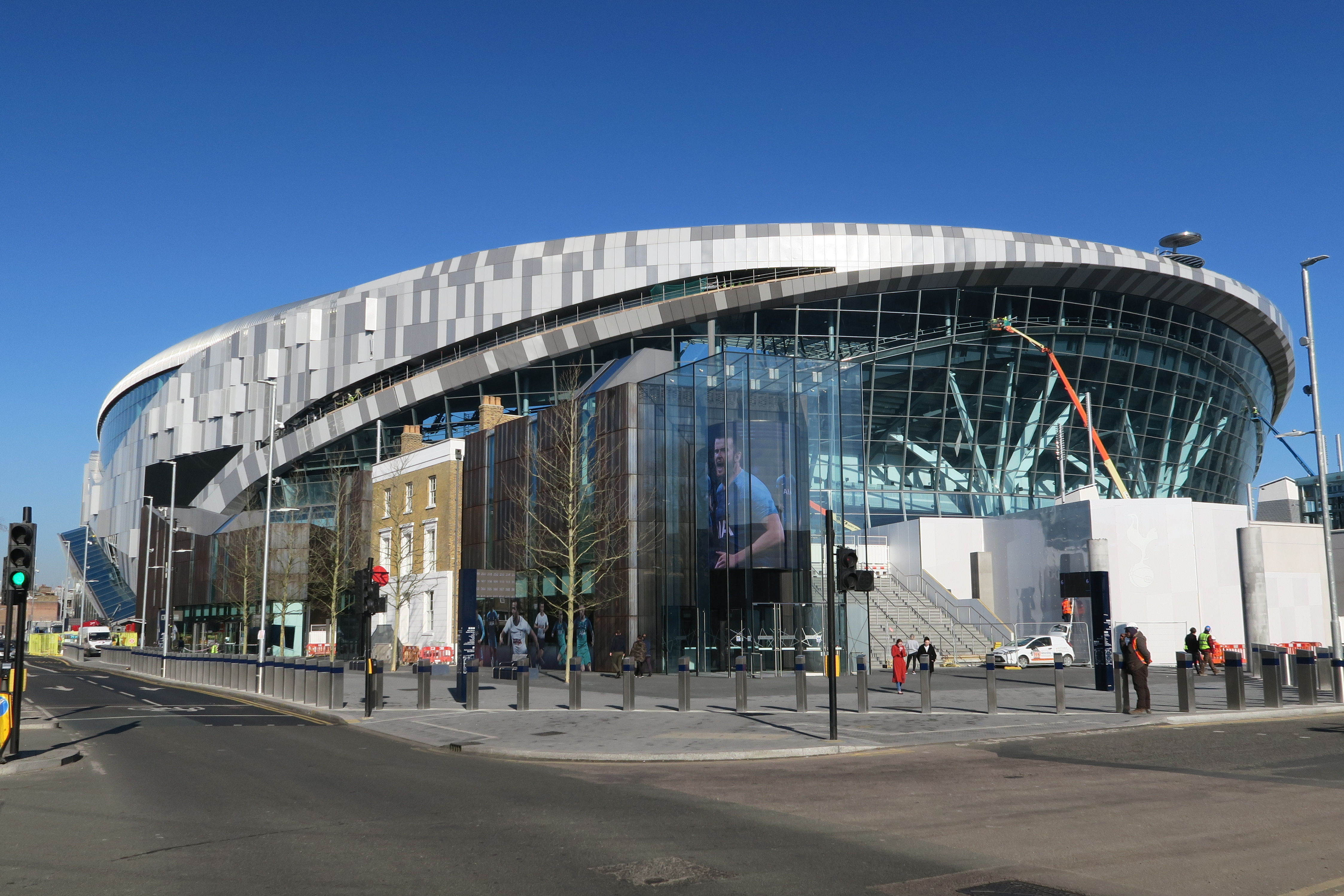
Esterno dello stadio

È progettato per essere uno stadio polifunzionale e presenta un campo da calcio retrattile, per poter ospitare la NFL. Lo scorrimento del prato sarà effettuato in modo separato: la base sarà il campo NFL e quello da calcio, suddiviso in tre porzioni longitudinali, verrà sovrapposto scorrendo su binari appositamente incorporati nel prato sottostante.

## Costo
I costi dell'opera si aggirano sui 350–400 milioni di sterline per lo stadio e £850 milioni per l'intera zona interessata dal progetto.

## Nome
Il nome Tottenham Hotspur Stadium è temporaneo, dal momento che il club ha deciso di cedere i diritti di denominazione ad uno sponsor. Lo stadio è anche noto come New White Hart Lane tra i tifosi e su alcuni media.